# Kalkwand (Stubaier Alpen)
Die Kalkwand ist ein 2564 m ü. A. hoher Berg in den Stubaier Alpen in Tirol. Der vielzackige Grataufbau der Kalkwand liegt nordöstlich des Pinnisjochs (2370 m), einem Übergang zwischen Pinnis- und Gschnitztal. Der Gipfel stellt die erste Erhebung im vom Pinnisjoch nordostwärts verlaufenden Serleskamm dar. Die Kalkwand gilt als Hüttengipfel der Innsbrucker Hütte. Daher errichtete der Wirt dieser Hütte das noch heute vorhandene Kreuz auf dem Gipfel der Kalkwand.

## Anstiege
Der Normalweg führt von der Innsbrucker Hütte über einen markierten Steig zunächst durch die Nordwestflanke. In einer Scharte wechselt man auf die Südwestseite des Berges, die zunächst leicht ansteigend gequert wird, zuletzt erreicht man von Süden den Gipfel. Von der Scharte aus kann der Gipfel auch direkt in kurzer Kletterei (UIAA II) über Südwestgrat erstiegen werden. Der Anstieg von der Innsbrucker Hütte dauert ungefähr eine Stunde. 
Häufig wird der Berg auch im Zuge der Begehung des Illmspitz-Klettersteigs erstiegen.

## Galerie

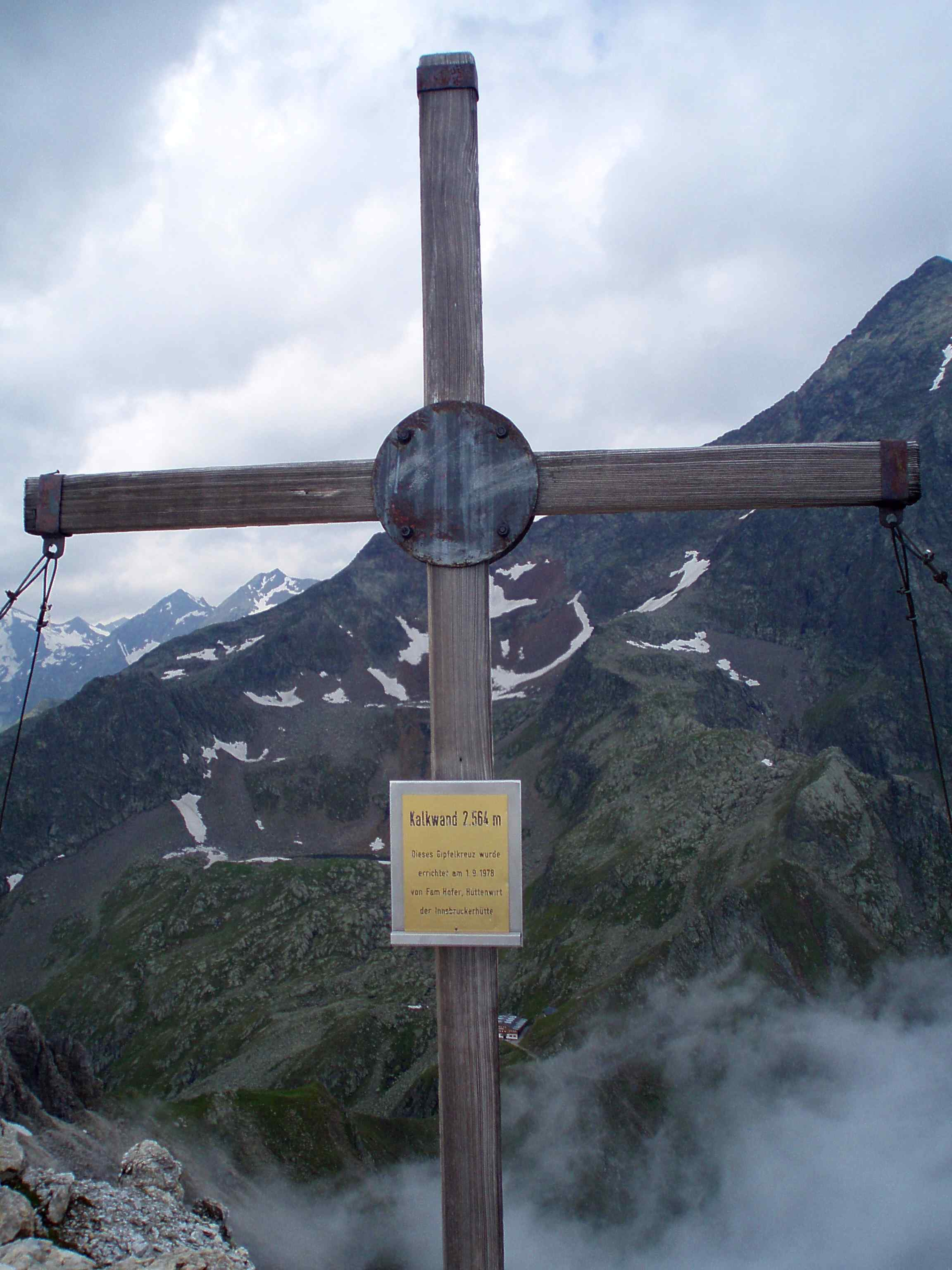
Gipfelkreuz mit Blick zur Innsbrucker Hütte
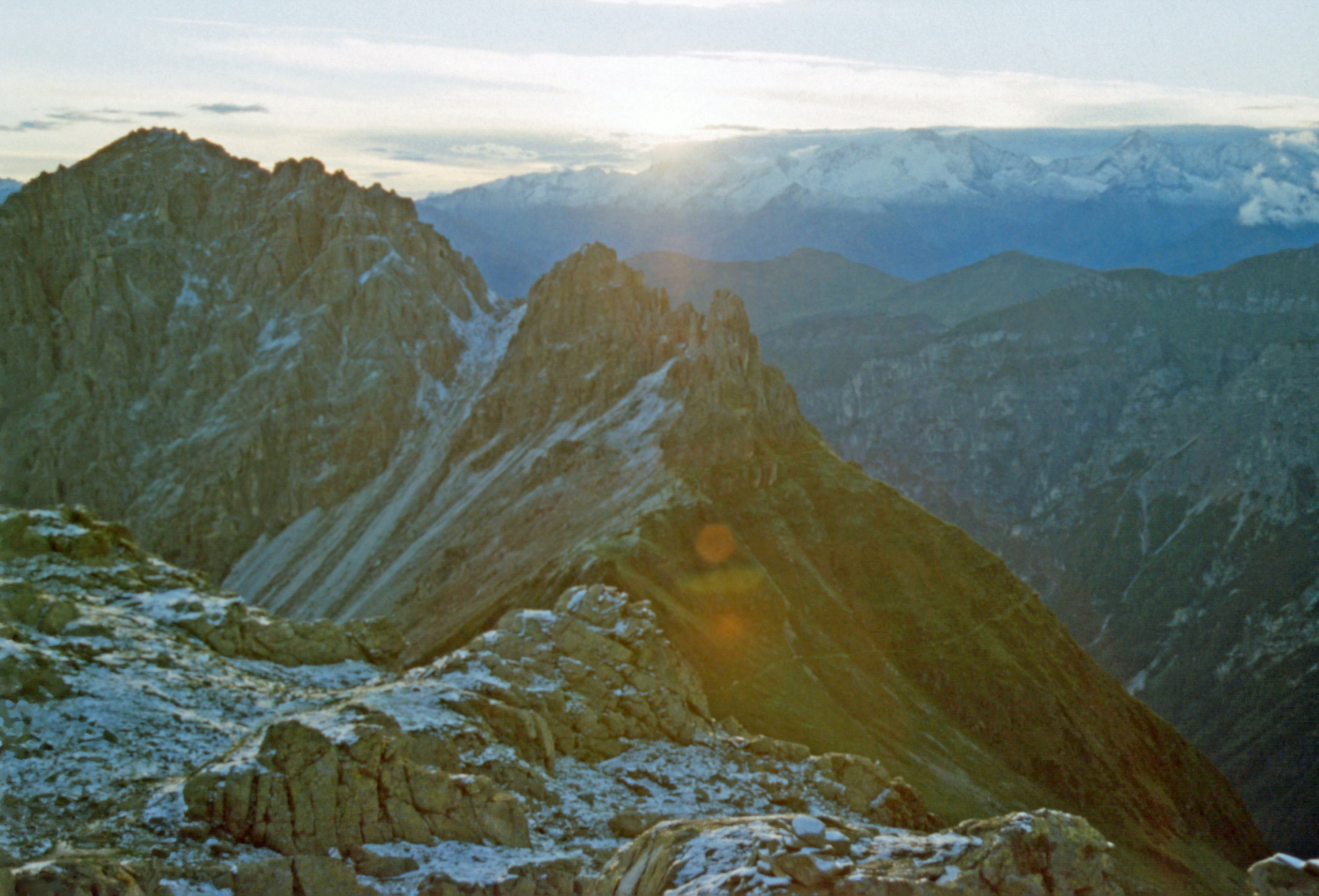
Kalkwand von Westen, vom Anstiegsweg zum Habicht